# Погорелка (Курганская область)
Погорелка — село в Шадринском районе Курганской области России. Административный центр и единственный населённый пункт Погорельского сельсовета.

## География
Село находится на северо-западе Курганской области, в пределах юго-западной части Западно-Сибирской равнины, в лесостепной зоне, на левом берегу реки Исети, к востоку от города Шадринска, административного центра района. Абсолютная высота — 75 метров над уровнем моря.

### Климат
Климат характеризуется как резко континентальный, с холодной продолжительной малоснежной зимой и тёплым сухим летом. Средняя температура воздуха самого холодного месяца (января) составляет −18 °C (абсолютный минимум — −50 °С); самого тёплого месяца (июля) — 18 °C (абсолютный максимум — 41 °С). Безморозный период длится 192—196 дней. Годовое количество атмосферных осадков — 320—470 мм, из которых большая часть выпадает в тёплый период. Продолжительность периода с устойчивым снежным покровом равна 150—160 дням.
Часовой пояс
Село Погорелка, как и вся Курганская область, находится в часовой зоне МСК+2. Смещение применяемого времени относительно UTC составляет +5:00.

## История
До 1917 года в составе Иванищевской волости Шадринского уезда Пермской губернии. По данным на 1926 год деревни Большая Погорелка и Малая Погорелка состояли из 252 хозяйств. В административном отношении входили в состав Погорельского сельсовета Шадринского района Шадринского округа Уральской области.

## Население
| 1989  | 2002  | 2010  | 2012  | 2013  | 2014  | 2015  |
| ----- | ----- | ----- | ----- | ----- | ----- | ----- |
| 2271  | ↗2452 | ↗2467 | ↗2488 | ↗2511 | ↘2510 | ↗2529 |
| 2016  | 2017  | 2018  | 2019  | 2020  |       |       |
| ↗2602 | ↗2649 | ↗2689 | ↘2660 | ↗2674 |       |       |

По данным переписи 1926 года в деревнях проживало 1251 человек (595 мужчин и 656 женщин), в том числе: русские составляли 100 % населения.

### Гендерный состав
По данным Всероссийской переписи населения 2010 года в гендерной структуре населения мужчины составляли 45,6 %, женщины — соответственно 54,4 %.

### Национальный состав
Согласно результатам Всероссийской переписи населения 2002 года, в национальной структуре населения русские составляли 97 %.